# VI Liceum Ogólnokształcące im. Tadeusza Reytana w Warszawie
VI Liceum Ogólnokształcące im. Tadeusza Reytana – liceum ogólnokształcące znajdujące się przy ul. Wiktorskiej 30/32 w Warszawie. Jedna z najstarszych warszawskich szkół średnich o tradycjach sięgających 1905 roku.

## Obecnie

### Rankingi
W 2021 szkoła zajmowała jedno z najwyższych miejsc w Warszawie we wskaźnikach opartych na edukacyjnej wartości dodanej uwzględniających wyniki na maturze i jakość nauczania oraz 14. miejsce w rankingu szkół warszawskich i 36. w Polsce w rankingu czasopisma „Perspektywy” (2021). W 2023 w tym samym rankingu zajmowała 19. miejsce wśród liceów warszawskich i 60. w Polsce, a dwa lata później 22. miejsce wśród liceów warszawskich i 50. w Polsce.

### Szkoła Otwarta
W drugiej dekadzie XXI wieku liceum prowadziło Szkołę Otwartą popularyzującą naukę, filozofię i rozmaite dziedziny kultury. Szkoła Otwarta działała od 2011, wśród jej wykładowców byli także nauczyciele i absolwenci liceum. Odbywały się wykłady z filozofii, fizyki, historii, literatury, wiedzy o teatrze, warsztaty filmowe, zajęcia z historii sztuki, seminaria z logiki, retoryki, dyskusje. Szkoła Otwarta Reytana prowadziła stronę internetową.

### Klasa akademicka SGH
Liceum współpracuje ze Szkołą Główną Handlową w Warszawie w ramach programu „Klasa akademicka SGH”, organizowane są pozaszkolne zajęcia sportowe z siatkówki, piłki ręcznej i pływania.

### Sport
W szkole działają Reytaniacki Klub Żeglarski, który powstał w 2006 roku, Klub Górski, Klub Kajakowy. Szkoła uczestniczyła w projekcie „Cała Polska biega z testem Coopera”. Istnieje drużyna koszykarska o długich tradycjach.

### Czytelnia i biblioteka
Od 2011 czytelnia i biblioteka szkoły są otwarte dla wszystkich. Czytelnia gromadzi także materiały dotyczące historii liceum.

## Historia
Historia szkoły, początkowo gimnazjum prywatnego, a następnie gimnazjum i liceum państwowego, datująca się od początków XX wieku, jest opisana w szeregu publikacji i broszur oraz we wspomnieniach uczniów.

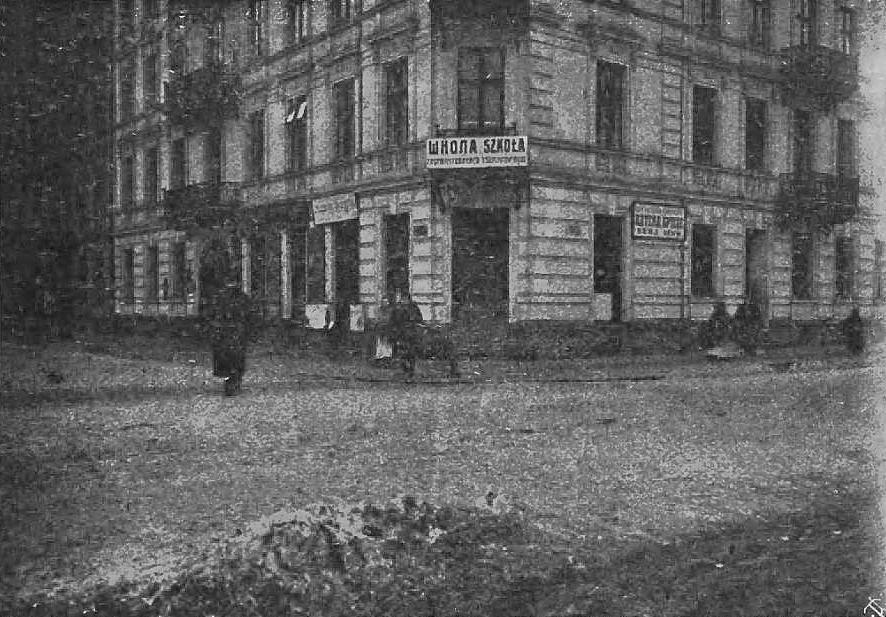
Budynek gimnazjum Tadeusza Sierzputowskiego przy ul. Żurawiej na pocz. XX wieku

### Gimnazjum filologiczne Tadeusza Sierzputowskiego (1905–1907)
Początki gimnazjum sięgają 1905 roku, kiedy Tadeusz Sierzputowski otworzył trzyklasową szkołę w budynku przy ul. Żurawiej 49 z językiem wykładowym polskim; rok później uległa przekształceniu na ośmioklasowe gimnazjum humanistyczne. Szkoła była prywatnym gimnazjum, jednym z pięciu w Warszawie z wykładowym językiem polskim. Jej pierwszym dyrektorem był Tadeusz Sierzputowski. Kierował szkołą do 1 stycznia 1908 roku.

### Gimnazjum Mariana Rychłowskiego (1907–1919)
W 1907 roku Marian Rychłowski odkupił od Tadeusza Sierzputowskiego trzyklasową szkołę męską i od 1909 do 1919 roku pełnił funkcję jej dyrektora (z przerwą w latach 1914–1918, gdy służył w wojsku). Pierwsze świadectwa dojrzałości wydano w 1911 roku. W latach 1909–1919 w prowadzeniu gimnazjum współdziałał Ignacy Radliński. Po czterech latach szkoła przeniosła się na ul. Smolną Dolną i połączyła z istniejącą tam placówką. Dyrektorem gimnazjum został Marian Rychłowski. Pierwszą maturę dla siedmiu absolwentów przeprowadzono 26 czerwca 1911 roku. W tym roku powstała nielegalna drużyna skautowska im. Romualda Traugutta. Cechą charakterystyczną ubioru skautów była czarna chusta – stąd nazwa drużyny „Czarna Jedynka”. W czasie I wojny światowej instruktorzy harcerscy prowadzili oddziały Polskich Drużyn Strzeleckich i należeli do Polskiej Organizacji Wojskowej.

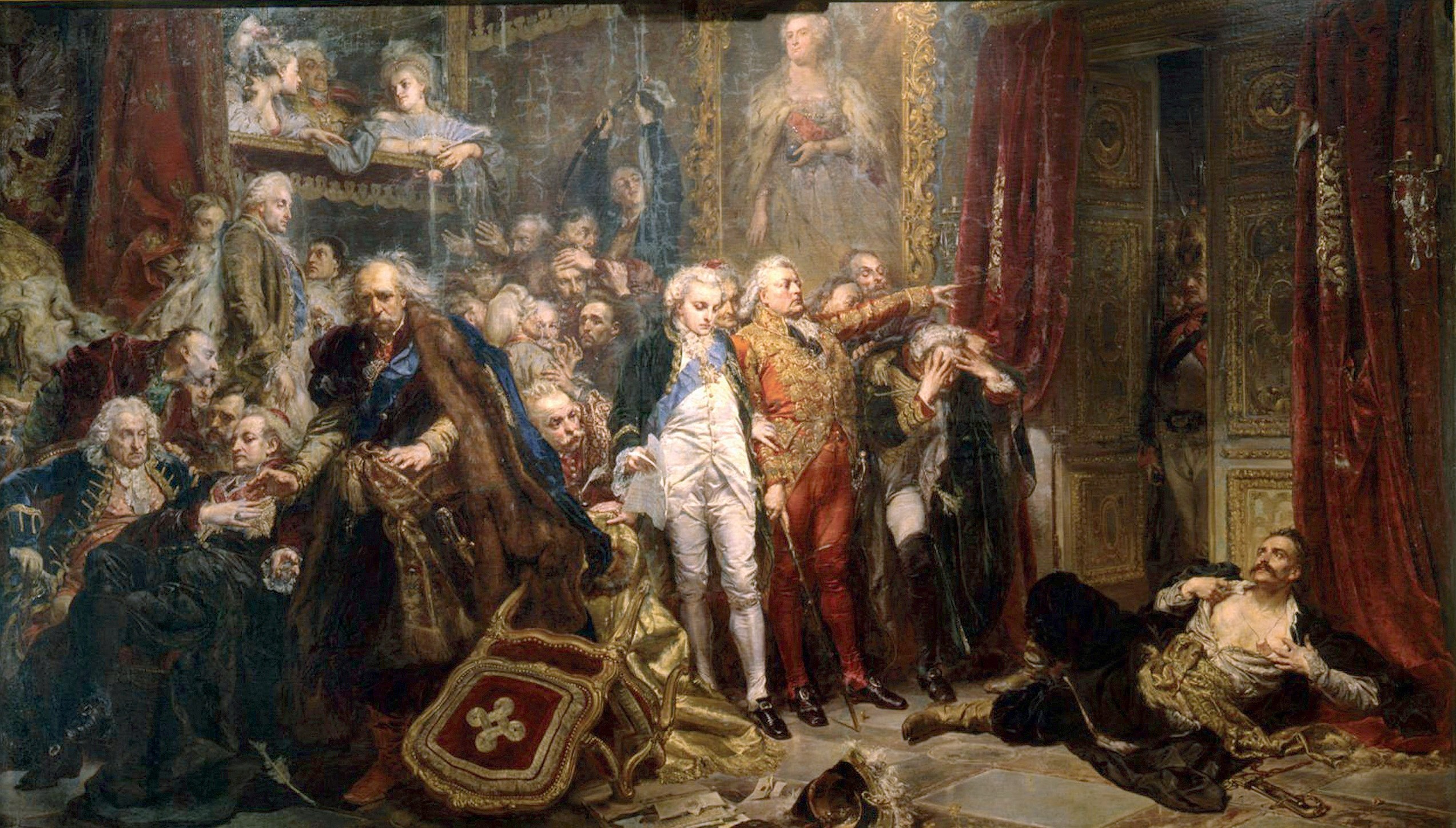
Obraz Jana Matejki Reytan – Upadek Polski z 1886 roku. Tematem obrazu jest scena, która rozegrała się 21 kwietnia 1773 w trzecim, decydującym dniu obrad sejmu rozbiorowego na zamku w Warszawie, na mocy którego Prusy, Rosja i Austria dokonały podziału części ziem polskich. Centralną postacią obrazu jest poseł ziemi nowogródzkiej, Tadeusz Reytan, który w geście rozpaczy, próbując zapobiec haniebnemu wydarzeniu, jakim jest rozbiór ojczyzny, miał powiedzieć: „Chyba po moim trupie!”. W szkole znajduje się kopia (fragment) obrazu wykonany w 1957 roku przez Zbigniewa Dębskiego

### Państwowe Gimnazjum Męskie im. Tadeusza Reytana (1919–1939)
Gimnazjum znajdowało się na ulicy Książęcej 4 (tel. 8246). Mówiono na szkołę „czynszówka”, bo mieściła się na drugim piętrze kamienicy, w której mieszkali też lokatorzy. W 1919 roku dyrektorem został Józef Jaroszyński.

### VI Liceum Ogólnokształcące im. Tadeusza Reytana

#### Czasy Solidarności
22 stycznia 1977 roku grupa nauczycieli – Ireneusz Gugulski (język polski), Stefania Światłowska (nauczycielka łaciny i greki), Anna Modrzejewska (język polski), Wojciech Fałkowski (historia), Anna Sosin (język rosyjski), Maria Kikolska (biologia) i Ewa Ostrowska (historia) – podpisała skierowany do Sejmu list, w którym domagano się utworzenia specjalnej komisji do zbadania działań MO i SB w czasie wypadków czerwcowych 1976 roku. Gugulski, Światłowska, Modrzejewska i Sosin zostali wezwani do inspektoratu szkolnego. Nauczyciele odmówili przeniesienia się do innych szkół. Sprawa ewentualnych represji wobec nauczycieli rozniosła się błyskawicznie w szkole: 159 uczniów podpisało petycję w ich obronie do pierwszego sekretarza KC PZPR, a 252 absolwentów podpisało list w obronie nauczycieli do ministra oświaty i wychowania. Mimo to część nauczycieli zwolniono, przeniesiono do innych szkół bądź na emeryturę; niektórzy, w tym Ireneusz Gugulski, Stefania Światłowska i Anna Modrzejewska, wrócili do pracy w szkole na przełomie lat 80. i 90. XX wieku na skutek interwencji „Solidarności”, próśb uczniów i ich rodziców.

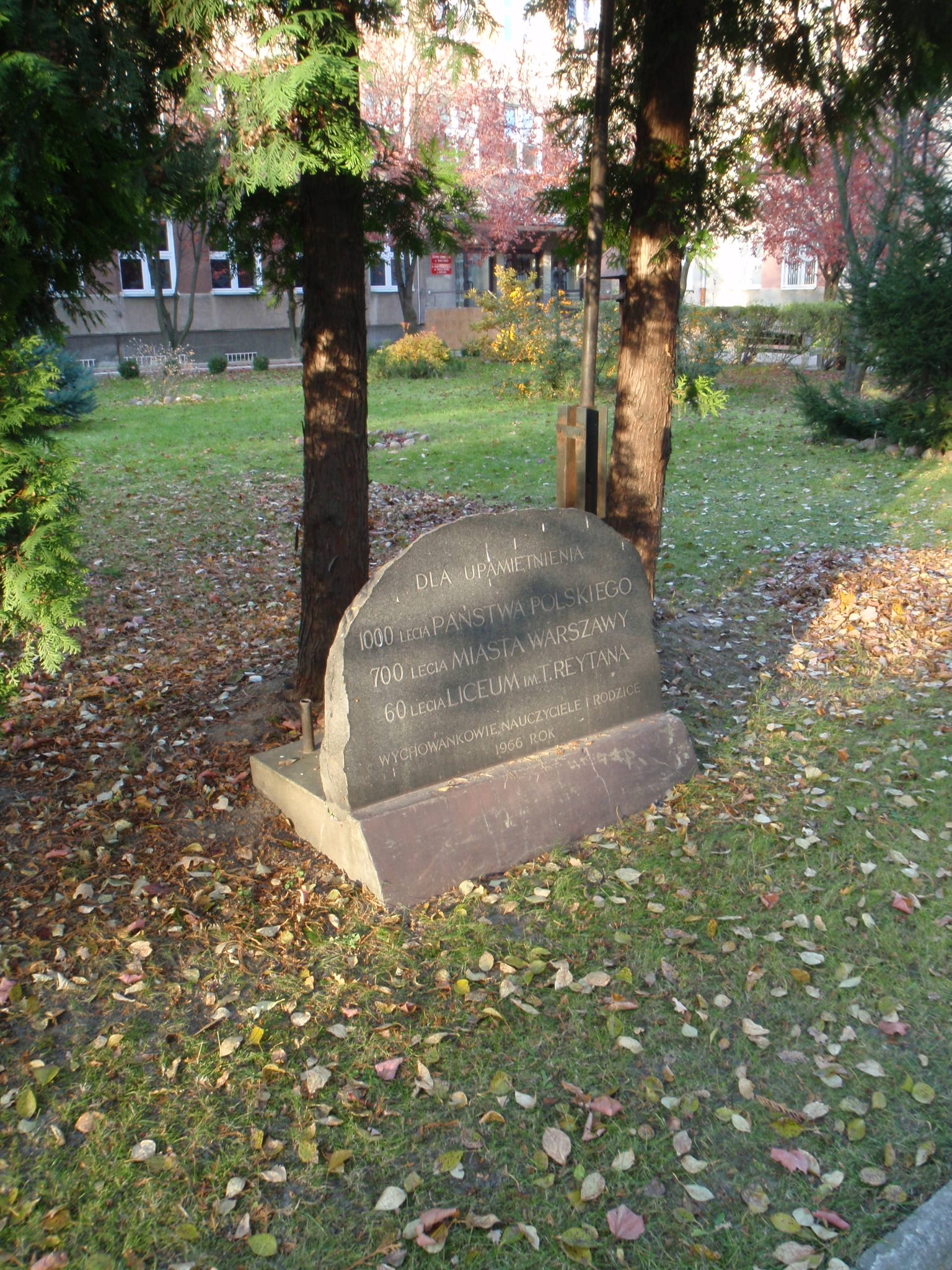
Głaz pamiątkowy przed szkołą „Dla upamiętnienia 1000-lecia państwa polskiego, 700-lecia miasta Warszawy, 60-lecia liceum im. T. Reytana. Wychowankowie, nauczyciele i rodzice. 1966 rok.”

### Harcerstwo: „Czarna Jedynka”, „Gromada Włóczęgów”
„Czarna Jedynka” to jedna z najstarszych polskich drużyn harcerskich. W 1911 roku powstała w szkole drużyna skautowa, na której patrona wybrano Romualda Traugutta. Na znak żałoby po straconym dyktatorze powstania styczniowego harcerze 1 WDH nosili czarne chusty, stąd znani byli w Warszawie jako „Czarna Jedynka”. W 1913 roku kilku członków drużyny uczestniczyło w zlocie skautów w Birmingham. Reaktywowana 23 lutego 1957 roku, podtrzymywała wiele tradycji harcerstwa skautowego. Zachowano wtedy (w konspiracji) dawne stopnie i wysokie kryteria ich zdobywania. Opiekunem szczepu był początkowo nauczyciel geografii Stanisław Zawadzki „Zorro”, uczestnik powstania warszawskiego. Drużynowymi „Czarnej Jedynki” byli m.in. Stefan Pomarański, Tadeusz Ptaszycki, Czesław Foryś, Juliusz Bogdan Deczkowski, Andrzej Janowski i Wojciech Onyszkiewicz.
„Gromada Włóczęgów” była klubem dyskusyjnym, seminarium światopoglądowym, wszechnicą historyczną. Została zorganizowana po wydarzeniach marcowych w 1968 r. m.in. przez Janusza Kijowskiego (późniejszego reżysera) i jego brata fizyka Jerzego Kijowskiego w ramach działającego przy „Czarnej Jedynce” kręgu instruktorskiego. Grudniowe spotkanie w 1971 roku zostało przerwane przez milicję. Gromada została zamknięta i wznowiona po półtorarocznej przerwie. Członkowie Nowej Gromady dryfowali w stronę opozycji. Byli lub nadal czynni instruktorzy 1 WDH Antoni Macierewicz, Piotr Naimski i Wojciech Onyszkiewicz wykorzystali kontakty Gromady oraz struktury Nowej Gromady i drużyny dla rozwinięcia akcji niesienia pomocy represjonowanym po wydarzeniach czerwca 1976 robotnikom Radomia i Ursusa, po czym tworzyli KOR. Komuniści wyrzucili wówczas z ZHP czołowych instruktorów 1 WDH, uznając ich za wrogów publicznych.

### Biblioteka
Ponieważ w okresie od 1907 do 1919 gimnazjum znane było w Warszawie jako „Ośmioklasowa Wyższa Szkoła Realna Mariana Rychłowskiego”, to taka pieczęć jest odciśnięta na książkach ocalałych z tego okresu. W latach 1919–1939 dyrektorem szkoły był Józef Jaroszyński, ofiarodawca wielu książek, które dotąd wchodzą w skład księgozbioru i noszą pieczątkę z nazwiskiem „Jaroszyński – Warszawa”. Przy ulicy Książęcej 4 biblioteka szkolna mieściła się na parterze i prowadziło do niej osobne wejście z bramy. Pierwszym znanym dokumentem o stanie księgozbioru jest księga inwentarzowa zatytułowana Inwentarz Biblioteki Państwowego Gimnazjum im. Tadeusza Reytana w Warszawie; jest w niej pieczęć i podpis kuratora z dnia 1 września 1927 roku. Biblioteką opiekował się wówczas Bolesław Gawecki, który opracował wydrukowany w 1929 roku Katalog Biblioteki Gimnazjum Państwowego Imienia Tadeusza Reytana w Warszawie (1919–1929). Na okładce i stronie tytułowej znajduje się exlibris, który był wtedy wklejany do każdej książki: sowa trzymająca księgę z napisem „Ex libris Gimnazjum Państw. im. T. Rejtana”. Podczas okupacji, zanim Niemcy zajęli gmach szkoły, księgozbiór zdeponowano w Bibliotece Narodowej. Po wojnie Biblioteka Narodowa zwróciła część książek, a część zatrzymała, traktując je jako własność narodową. Po zgromadzeniu książek w szkole bibliotekarką została córka nauczyciela Mazurka, Jadwiga Mazurek-Drue, która pracowała w niej od 1 czerwca 1945 do 1 lipca 1949 roku.

### Varia

#### Tłusty czwartek
Obyczaj publicznego celebrowania w Reytanie tłustego czwartku został wprowadzony ok. 1959 roku. W szkole odbywał się wówczas karnawał. Ludwik Stomma tak opisuje jego przebieg: Raz w roku odbywał się w szkole karnawał – samowolnie zadekretowany przez uczniów dzień przebierańców. Przychodziły wtedy na Wiktorską postacie przedziwne: rycerze, diabły, błazny, żebracy, alfonsi, Papuasi... Szaleństwo, wobec którego większość nauczycieli z uśmiechem ustępowała i oddawała czas lekcyjny na zabawę. Większość być może, ale nie niezwykle skądinąd surowa matematyk pani Kiersnowska. Prowadziła lekcje jak gdyby nigdy nic. Pamiętam doskonale kolegę we fraku na górze i samych majtkach, z kartką przypiętą na plecach: „Wracam z Monte Carlo”, jak stał przy tablicy i rozwiązywał równanie z dwiema niewiadomymi. Nie było żadnych śmiechów. Dostał dwóję, gdyż według pani Kiersnowskiej na nią zasłużył. Bo też uczyła ta szkoła tolerancji obustronnej. Myśmy mieli prawo proklamować święto, ale pani Kiersnowska miała takież prawo na owo samozwańcze święto nie zwracać uwagi. Nie było żadnych pretensji.

#### Między niebem a ziemią (1967–1972)
W 1967 roku w środowisku uczniów tworzących rozgłośnię zrodził się pomysł utworzenia szkolnego zespołu muzycznego. Pod koniec roku sformowany został skład i grupa rozpoczęła działalność. Nazywała się „Między niebem a ziemią”. W skład grupy wchodzili: Przemysław Gintrowski (wokal), Tadeusz Rychel (gitara akompaniująca), Włodzimierz Salwa (gitara solowa), Tomasz Jarzębowski (gitara basowa), Stanisław Krupowicz (pianino). W drugim roku dziewczyny odciągnęły od zespołu Włodka Salwę, ale dołączyli do nich Janusz Kołosowski (perkusja), a w zimie 1968 roku Jarosław Goliszek (gitara). Zespół występował na dyskotekach szkolnych, m.in. z okazji 65-lecia szkoły. „Między niebem a ziemią” grał utwory popularnych wtedy zespołów takich jak The Doors, Rolling Stones, The Animals, Procol Harum. Nie stronił od polskiej muzyki. W repertuarze były utwory „Dzikusów” i Tadeusza Woźniaka. Wkrótce zaczęto tworzyć też własne kompozycje. Przede wszystkim były to muzyczne adaptacje wierszy Konstantego Ildefonsa Gałczyńskiego, Juliana Tuwima, Adama Asnyka i Bolesława Leśmiana. Przebojem studniówkowym stał się śpiewany przez Gintrowskiego wiersz Asnyka Między nami nic nie było…, a na szkolnej liście przebojów hitem był Deszcz jesienny. Po maturach zespół grał dalej (ze starego składu byli Staszek Krupowicz, Przemek Gintrowski, Jarek Goliszek) i nazywał się „Bluszcz”. Występował w klubach studenckich i dostał tzw. 3 grupę amatorską, co umożliwiało przyjmowanie wynagrodzenia za występy.

#### ŁH
Oficjalnym symbolem szkoły jest tzw. teerka, czyli stylizowane inicjały patrona wpisane w trójkąt. Nieoficjalnym symbolem są inicjały ŁH. Jedna z wersji skrótu to „łacina hartuje”, inna to „Ławnik humorysta”, jeszcze inna, „Ławnik historyk”; prawdziwej wykładni skrótu ŁH nietrudno się domyślić, nawet zważywszy na nieortograficzną pisownię drugiego członu. Skrót pochodzi od nazwiska nauczyciela Reytana Józefa Ławnika.

### Dyrektorzy, nauczyciele i absolwenci

#### Dyrektorzy
Dyrektorami Szkoły i Gimnazjum Sierzputowskiego, Gimnazjum Mariana Rychłowskiego, Państwowego Gimnazjum im. T. Rejtana, Liceum im. Tadeusza Reytana byli m.in. Tadeusz Sierzputowski (1905–1907), Ignacy Radliński (1908), Marian Rychłowski (1909–1914), Ksawery Prauss (1917–1918), Marian Rychłowski (1918–1919), Józef Jaroszyński (1919–1939), Stanisław Ostrowski (1945–1951), Jan Szwarc (1951–1952), Stanisław Wojciechowski (1953–1974), Halina Szczepańska (1974–1977), Janusz Olszewski (1977), Alicja Sobierajska (1980–1986), Marek Drozdowski (1986–1996), Edward Orzechowski (1996–1997), Witold Kaliński (1997–?), Seweryn Szatkowski (2003–2018), Małgorzata Tudek (2018–).

#### Nauczyciele
Liceum i gimnazjum miały w swojej historii wielu wybitnych nauczycieli. Byli to m.in.: geograf Marian Rychłowski (1869–1940), długoletni dyrektor szkoły; filolog i historyk Ignacy Radliński (1843–1920); historyk starożytności Zdzisław Żmigryder-Konopka (1897–1939); literat i dziennikarz Wincenty Rzymowski (1883–1950); botanik Adam Czartkowski (1881–1958); kompozytor Józef Krudowski (1881–1943); kompozytor Wacław Aleksander Lachman (1880–1963); matematyk Jan Kozicki (1891–1979); polonista Ireneusz Gugulski (1935–1990); historyk Józef Ławnik (1927–2019), od którego pochodzi nieformalny symbol szkoły „ŁH”; fizyk Jerzy Ratajczyk (1929–2006) przezywany Ratajem; nauczycielka łaciny i greki Stefania Światłowska (1914–2009); historyk Wiesław Żurawski (1914–1979) przezywany Dziadkiem; filozof, fizyk i szkolny bibliotekarz Bolesław Józef Gawecki (1889–1984); nauczyciel greki i łaciny Stanisław Ostrowski (1891–1974); historyczka Anna Radziwiłł (1939–2009); historyk Tomasz Stryjek (1964–); filolog angielski Paweł Beręsewicz (1970–); geograf Mirosław Sielatycki (1957–); literaturoznawca Stanisław Falkowski (1953–); historyk Wojciech Fałkowski (1952–).

#### Absolwenci
Szkoła szczyci się posiadaniem wielu wybitnych absolwentów, m.in. polityków, pisarzy, publicystów, dziennikarzy, historyków, krytyków literackich, ludzi związanych z filmem, teatrem i muzyką.

## Kalendarium
- 1905 – W lokalu przy ul. Żurawiej 49 Tadeusz Sierzputowski założył szkołę średnią prywatną męską[14]. Gimnazjum posiadało klasy klasyczne i realne. Początkowo znajdowało się pod patronatem Ignacego Radlińskiego[20].
- 1907 – Marian Rychłowski odkupił od Tadeusza Sierzputowskiego trzyklasową szkołę męską z językiem wykładowym polskim, mieszczącą się przy ul. Żurawiej 49, i był jej dyrektorem (z przerwą) od 1909 do 1919[19]. Pierwsze świadectwa dojrzałości wydano w 1911 r[20].
- 1911 – W szkole powstała 1 WDH „Czarna Jedynka”, która przybrała imię Romualda Traugutta – bohatera powstania styczniowego. W tym czasie szkoła zajmowała budynek przy ul. Książęcej 4.
- 1919 – Na początku roku Gimnazjum Mariana Rychłowskiego zostało upaństwowione i uzyskało nazwę Państwowego VI Gimnazjum im. Tadeusza Reytana, a następnie VI Państwowego Liceum i Gimnazjum im. Tadeusza Reytana w Warszawie.
- 1937 – W październiku 1937 roku gimnazjum otrzymało większy budynek (dom pofabryczny[35]) przy ul. Rakowieckiej[36]. W dniu 20 czerwca 1938 roku odbyło się uroczyste poświęcenie nowej siedziby szkoły, którego dokonał ksiądz biskup Antoni Szlagowski i w sierpniu poinformowano o przeniesieniu szkoły w nowe miejsce[37][38].
- 1957 – 23 lutego reaktywowano najstarszą drużynę harcerską w Warszawie – Czarną Jedynkę.
- 1958 – Szkoła uzyskała budynek przy ul. Wiktorskiej 30.
- 1963/1964 – Przyjęto pierwsze dziewczęta.
- 1976 – Grupa nauczycieli podpisała list protestacyjny w sprawie represji wobec strajkujących robotników Radomia i Ursusa.
- 1981 – 13 grudnia, w stanie wojennym, internowano Ireneusza Gugulskiego (polonistę)[39] i Honoratę Kępkiewicz (nauczycielkę historii).
- 2005 – Obchody stulecia szkoły. Z tej okazji liceum zostało uhonorowane Nagrodą Miasta Stołecznego Warszawy[40][41].

## Nagroda imienia Stefanii Światłowskiej
Nagroda imienia Stefanii Światłowskiej jest przyznawana co roku nauczycielom, uczniom lub innym osobom za twórczą pracę dydaktyczną lub wychowawczą bądź za inne wybitne osiągnięcia w dziedzinie edukacji. W skład Kapituły Nagrody wchodzą absolwenci Reytana. Do tej pory nagrodę tę otrzymali:
- 2010:
  - Irena Koźmińska za zainicjowanie akcji „Cała Polska czyta dzieciom”,
- 2011:
  - Jerzy Axer, za stworzenie na Uniwersytecie Warszawskim Międzywydziałowych Indywidualnych Studiów Humanistycznych i Instytutu Badań Interdyscyplinarnych „Artes Liberales”,
- 2012:
  - Joanna Sadlej, za pasję, z jaką uczy i wychowuje młodych reytaniaków,
  - Łukasz Bożyk za wybitne osiągnięcia w nauce i chęć dzielenia się swoją wiedzą z innymi,
- 2013:
  - Magdalena Fikus, za popularyzację nauki i udział w stworzeniu Festiwalu Nauki,
- 2014:
  - Ryszard Rakowski, za udział w powołaniu Krajowego Funduszu na rzecz Dzieci i wieloletnie nim kierowanie,
  - Przemek Klimek, artysta malarz, wychowanek Funduszu, za chęć dzielenia się swoim talentem z innymi,
- 2015:
  - Jan Madey, za uskrzydlanie najzdolniejszych;
  - Marcin Engel, jego uczeń, za umiejętność dzielenia się wiedzą i doświadczeniem,
- 2016:
  - Andrzej Janowski, za stworzenie podstaw oświaty w wolnej Polsce,
  - Jerzy Kijowski, za tworzenie godnych naśladowania postaw oraz wszechstronność wysokiej próby inicjatyw wychowawczych,
- 2017:
  - Marek Barański, za trwanie przez całe życie w wierności przyrzeczeniu harcerskiemu, służbie Bogu, Polsce i bliźniemu,
- 2018:
  - ks. Michał Heller, za zasługi w krzewieniu wiary w rozum,
  - dr Tomasz Miller za dostrzeganie ponadczasowego piękna matematycznych struktur i ich działania we Wszechświecie oraz za dzielenie się tym doświadczeniem z innymi,
- 2019:
  - Aleksandr Gurjanow, za przywracanie pamięci ofiar zbrodni katyńskiej,
- 2022:
  - Anna Modrzejewska, za piękne dzieło wychowania do prawdy i odwagi oraz potwierdzania własnym świadectwem tych wyborów,
  - Barbara Engelking, za piękne dzieło troski i solidarności z ludzkim cierpieniem,
- 2023:
  - Jan Emil Młynarski, za piękne dzieło przybliżania Urbi Varsoviae et Orbi tradycyjnej przedwojennej muzyki warszawskiej i jej twórców,
- 2024:
  - Marek Engel, za piękne dzieło zarażania dziesiątków pokoleń uczniów koszykówką, pływaniem i wędrowaniem,
  - Michał Szarejko, za piękne dzieło wychowywania przez radość i ruch.
- 2025:
  - Wojciech Marczewski, „za piękne dzieło – uświadamiania «jak uratować samego siebie z zamętu», nad czym zastanawiają się zarówno bohaterowie jego filmów, jak i jego studenci ze Szkoły Wajdy”.

W ceremoniach wręczenia nagrody uczestniczyły m.in.:
- minister Irena Wóycicka, Podsekretarz Stanu w Kancelarii Prezydenta RP (w roku 2012)[43];
- Anna Komorowska, małżonka Prezydenta RP (w roku 2014)[44].